# Cartington Castle

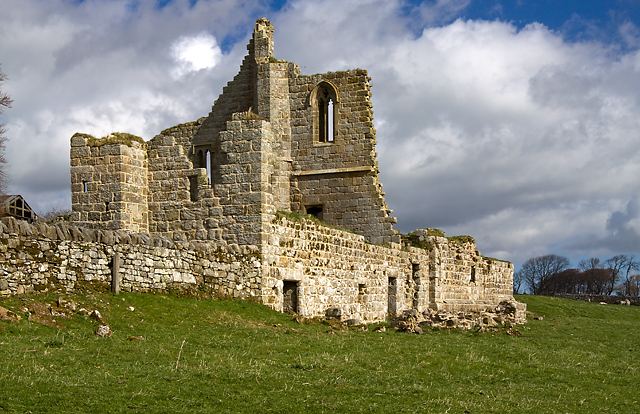
Ruine des Cartington Castle

Cartington Castle ist eine Burgruine im Dorf Cartington, etwa drei Kilometer nordwestlich von Rothbury in der englischen Grafschaft Northumberland. Sie liegt über dem Fluss Coquet und gilt als Scheduled Monument. English Heritage hat sie als historisches Gebäude I. Grades gelistet.

## Geschichte
Der erste urkundlich erwähnte Eigentümer des Anwesens war Ralph FitzMain im Jahre 1154. Ende des 14. Jahrhunderts wurde dort ein Peel Tower errichtet. Dieses Gebäude ließ John Cartington 1442 um einen Rittersaal und vermutlich auch einen mit Türmen geschützten Burghof erweitern, als er die königliche Erlaubnis zur Befestigung seines Anwesens (engl.: „Licence to Crenellate“) erhielt.
Im November 1515 weilte Margaret Tudor mit ihrer kleinen Tochter Margaret auf ihrer Reise von Harbottle Castle aus auf Cartington Castle. Fast zehn Jahre später stationierte Baron Dacre seine Truppen hier, die auf dem Marsch nach Norden zur Vereinigung mit denen des Earl of Surrey waren.
Im englischen Bürgerkrieg war die Burg ein wichtiges Zentrum der Royalisten. Sir Edward Widdrington brachte 2000 royalistische Fußsoldaten sowie 200 Pferde auf und widerstand 1648 der Belagerung der Roundheads über zwei Stunden lang. Aber schließlich wurde die Burg doch eingenommen und anschließend vom Feind geschleift.
Trotz ihrer Zerstörung war die Burg doch bewohnt, bis sie schließlich in den 1860er-Jahren aufgegeben wurde. 1887 ließ Lord Armstrong die Burg teilweise restaurieren, um sie nicht gänzlich zerfallen zu lassen.